# چنگره (یاقوتستان)
چنگره (به لاتین: Chengere) یک روستا در روسیه است که در Magassky Rural Okrug واقع شده‌است.